# Nagycirkáló

A Hertha nagycirkáló, a Császári Haditengerészet iskolahajójaként

Nagycirkáló (Großer Kreuzer) volt a megnevezése a Német Császári Haditengerészet azon cirkálóinak, melyek vízkiszorítása meghaladta az 5500 tonnát. A fogalmat a német flottatörvények határozták meg. Az 1898-as első flottatörvény 12 nagycirkáló megépítését írta elő, melyek közül háromnak kellett külhoni szolgálatot teljesítenie, hármat pedig tartalékban kellett tartani. Az építendő nagycirkálók száma a flottatörvény utolsó háború előtti 1912-es módosításával húszra nőtt.
A Császári Haditengerészetnek a meglévő hajóit ennek megfelelően kellett kategorizálni. Kezdetben nagyon eltérő hajók tartoztak ide. Az 1865-ben a Thames Iron Works által Angliában Törökország számára építeni kezdett, de még elkészülte előtt, 1867-ben Poroszország által megvásárolt König Wilhelm páncélos fregatt is nagycirkálóként lett kategorizálva az utolsó, 1897-es átépítése után. Emellett a szintén Angliában megépített két Kaiser-osztályú páncélos fregatt, a Kaiser és a Deutschland is nagycirkálóvá lett.
A kategóriához végül hozzátartoztak a védett cirkálók, mint a  Kaiserin Augusta és a Victoria-Louise-osztály öt egysége (Victoria Louise, Hertha, Hansa, Freya, Vineta), valamint a kilenc német páncélos cirkáló, melyek közül a Prinz Heinrich épült meg elsőként a flottatörvények által leírt követelményeknek megfelelően:
| Név            | Vízrebocsátás | Hajógyár     | Vízkiszorítás (konstrukciós) | Építési jelölés      |
| -------------- | ------------- | ------------ | ---------------------------- | -------------------- |
| Fürst Bismarck | 1897          | K.W. Kiel    | 10 690 t                     | Ersatz Leipzig       |
| Prinz Heinrich | 1900          | K.W. Kiel    | 8887 t                       | Neubau A             |
| Prinz Adalbert | 1901          | K.W. Kiel    | 9087 t                       | Neubau B             |
| Friedrich Carl | 1902          | Blohm & Voss | 9087 t                       | Ersatz König Wilhelm |
| Roon           | 1903          | K.W. Kiel    | 9533 t                       | Ersatz Kaiser        |
| Yorck          | 1904          | Blohm & Voss | 9533 t                       | Ersatz Deutschland   |
| Scharnhorst    | 1906          | Blohm & Voss | 11 616 t                     | Neubau D             |
| Gneisenau      | 1906          | AG Weser     | 11 616 t                     | Neubau C             |
| Blücher        | 1908          | K.W. Kiel    | 15 842 t                     | Neubau E             |

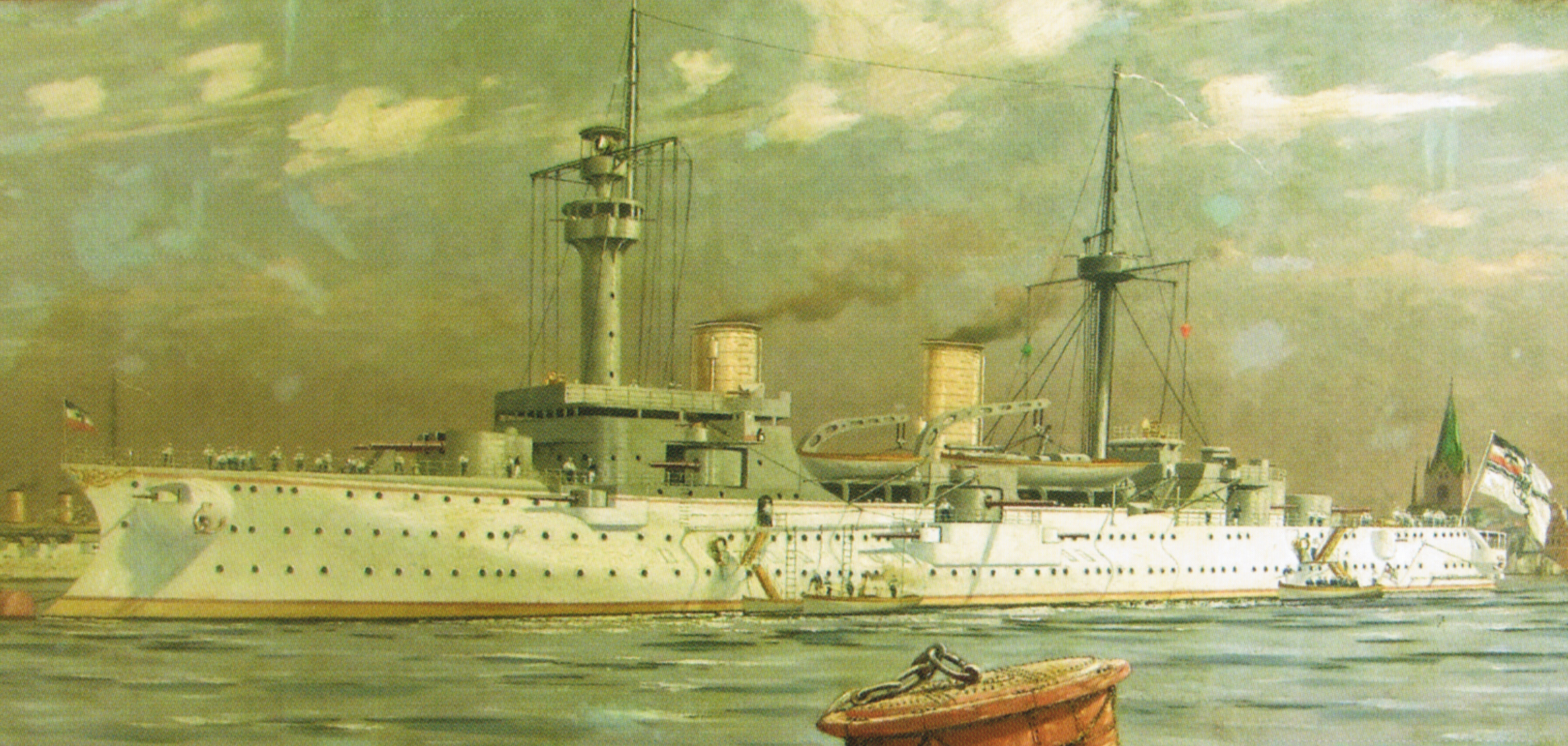
SMS Fürst Bismarck

A Blücher volt az utolsóként megépített páncélos cirkáló, az utána megépített von der Tann pedig az első teljes értékű csatacirkáló. Ennek ellenére a Császári Haditengerészet ezt a hajót is, mint ahogy a hat további hasonló típusú elkészült hajóját is hivatalosan nagycirkálóként jelölte. 
| Név          | Vízrebocsátás | Hajógyár           | Vízkiszorítás ( (konstrukciós) | Építési jelölés         |
| ------------ | ------------- | ------------------ | ------------------------------ | ----------------------- |
| von der Tann | 1909          | Blohm & Voss       | 19 370 t                       | Neubau F                |
| Moltke       | 1910          | Blohm & Voss       | 22 979 t                       | Neubau G                |
| Goeben       | 1911          | Blohm & Voss       | 22 979 t                       | Neubau H                |
| Seydlitz     | 1912          | Blohm & Voss       | 24 988 t                       | Neubau J                |
| Derfflinger  | 1913          | Blohm & Voss       | 26 600 t                       | Neubau K                |
| Lützow       | 1913          | Schichau           | 26 741 t                       | Ersatz Kaiserin Augusta |
| Hindenburg   | 1915          | K.W. Wilhelmshaven | 26 947 t                       | Ersatz Hertha           |
| Mackensen    | 1917          | Blohm & Voss       | 31 000 t                       | Ersatz Victoria Luise   |
| Graf Spee    | 1917          | Schichau           | 31 000 t                       | Ersatz Blücher          |

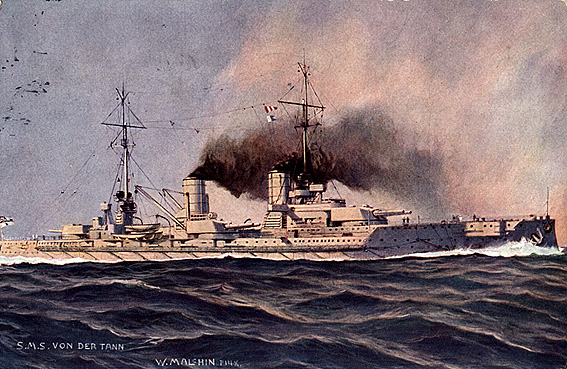
SMS von der Tann

A hajótípus ilyen megnevezése költségvetési okokra vezethető vissza, mivel a haditengerészet így a flottatörvényben a cirkálók számára előírt keretszámból építhetett kapitális hadihajókat. Ezzel felléphetett egyes pártok azon törekvése ellen is, hogy a sorhajók (csatahajók) és a csatacirkálók egységesítésével és egyben kevesebb darabszám megépítésével spóroljanak a költségeken.
Az első világháború alatt nem hivatalosan használták a csatacirkáló (Schlachtkreuzer) megjelölést is, mivel ennek megfelelően kerültek bevetésre: az I. felderítőcsoportba összevonva képezték a gyors felderítőegységet és szárnyát a csatahajóflottának. 
Az Egyesült Államok haditengerészete szintén a nagycirkáló (Large Cruiser; CB) besorolással illette a második világháború végén megépült – csatacirkálókhoz hasonlatos – két Alaska-osztályú egységét (Alaska, Guam).

## Fordítás
- Ez a szócikk részben vagy egészben  a   Großer Kreuzer című német Wikipédia-szócikk ezen változatának fordításán alapul.  Az eredeti cikk szerkesztőit annak laptörténete sorolja fel. Ez a jelzés csupán a megfogalmazás eredetét és a szerzői jogokat jelzi, nem szolgál a cikkben szereplő információk forrásmegjelöléseként.